# إزيكويل باركو
إزيكويل باركو (بالإسبانية: Esequiel Barco)‏ (1 يناير 1999 بالأرجنتين - ) هو لاعب كرة قدم أرجنتيني في مركز الوسط. لعب مع أتلانتا يونايتد وإنديبندينتي.

## وصلات خارجية
- إزيكويل باركو على موقع الدوري الأمريكي (الإنجليزية)
- إزيكويل باركو على موقع إي إس بي إن إف سي (الإنجليزية)
- إزيكويل باركو على موقع قاعدة بيانات كرة القدم.إي يو (الإنجليزية)
- إزيكويل باركو على موقع ليكيب (الفرنسية)
- إزيكويل باركو على موقع Soccerbase.com (لاعب) (الإنجليزية)
- إزيكويل باركو على موقع Soccerway.com (الإنجليزية)
- إزيكويل باركو على موقع عالم كرة القدم.نت (الإنجليزية)
- إزيكويل باركو على موقع أوليمبيديا (الإنجليزية)